# Baldassarre De Caro

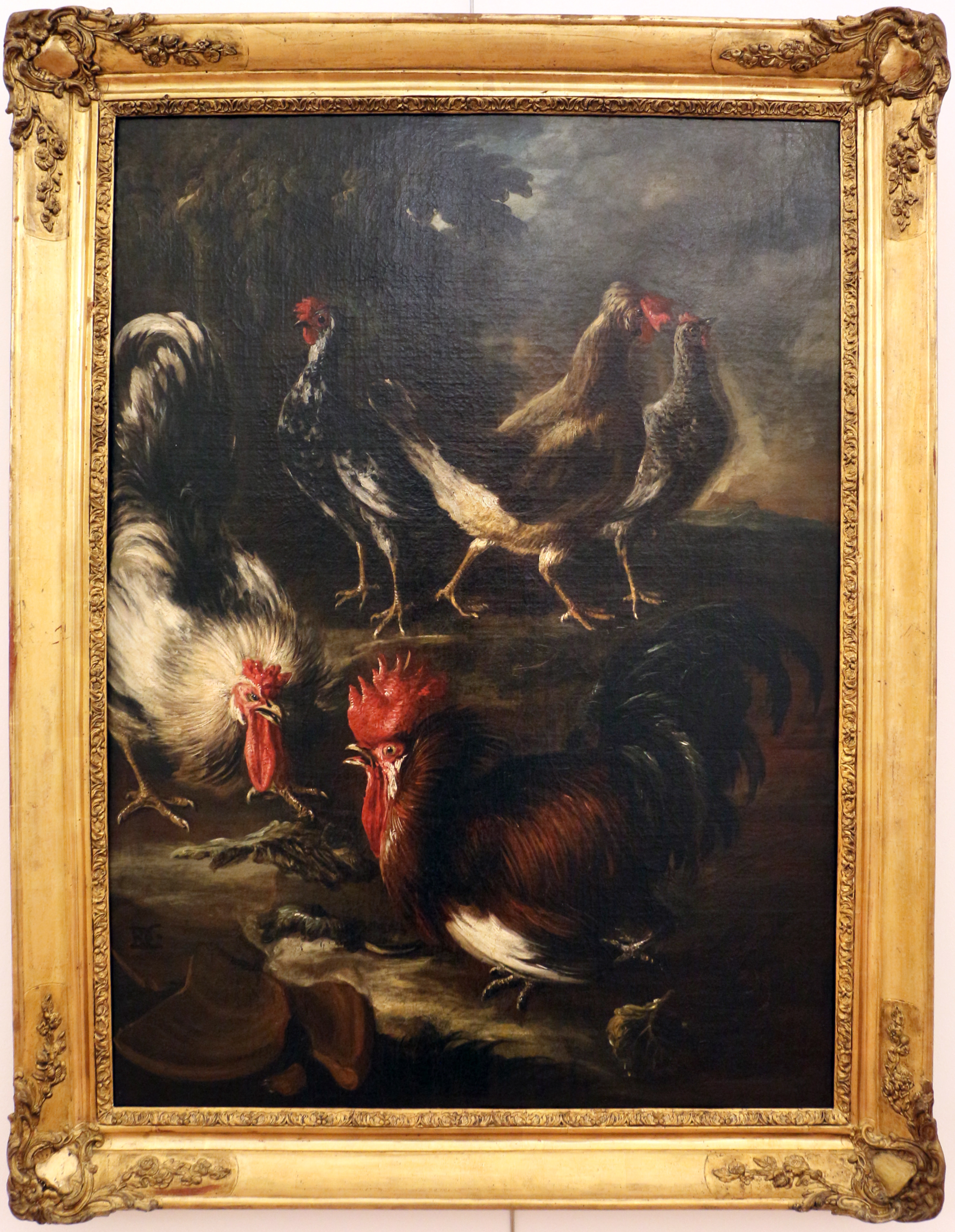
Baldassarre De Caro, Rissa di galli, Museo nazionale d'arte medievale e moderna della Basilicata

Baldassarre De Caro (1689 – Napoli, 1750) è stato un pittore italiano di scuola napoletana.

## Biografia
Allievo di Andrea Belvedere, come ricorda il suo primo Il suo biografo Bernardo de Dominici, Baldassarre De Caro fa parte di un nutrito gruppo di pittori di scuola napoletana, specializzati in natura morta. Tra questi spiccano Paolo Porpora (1617–1673), Nicola Casissa (morto nel 1731) e Giovan Battista Ruoppolo (1629–1693). Essi avevano meditato sulla lezione caravaggesca e le loro opere ne portavano fortemente l'impronta.
Le prime realizzazioni di Baldassarre De Caro avevano come soggetto trionfi di fiori; egli passò quindi a dipingere trofei di selvaggina, animali - uccelli, in particolare - e anche soggetti religiosi. Fu un pittore apprezzato e sostenuto dalla corte di Napoli.
Cacciagione, una tela che reca la sua firma per esteso, si conserva al Museo di San Martino, al pari un altro suo dipinto, su identico soggetto, ma che è firmato con le sole iniziali. Cacciagione su sfondo di paesaggio e un'altra Cacciagione sono alla (Pinacoteca provinciale di Salerno); il Vaso con trionfo di fiori è alle Gallerie d'Italia, a Napoli e la Natura morta con il gallo è nell'appartamento della Regina, al palazzo Reale di Napoli.
Ai suoi dipinti di cacciagione si ispirò Giacomo Nani (1698–1755).